# Shō Harusono
Shō Harusono (japanisch 春園 ショウ Harusono Shō) ist eine japanische Mangaka. Ihr international bekanntestes und mehrfach verfilmtes Werk ist Sasaki & Miyano.

## Werdegang und Werk
Harusonos erste und zugleich erfolgreichste Serie ist Sasaki & Miyano, die im Februar 2016 auf der Plattform Pixiv sowie dem angeschlossenen Online-Magazin startete. Der Manga erzählt eine Liebesgeschichte zwischen zwei Schülern, einem Fan von Boys-Love-Manga und seinem älteren Mitschüler, der sich schnell in den jüngeren verliebt und langsam eine Beziehung zu ihm aufbaut. Seit 2019 erscheint in Japan auch die Ablegerserie Hirano & Kagiura über zwei Nebenfiguren aus der älteren Serie. 2022 kam eine Anime-Fernsehserie heraus, auf die mehrere Kurzfilme zum Franchise folgten. Darüber hinaus erschienen drei Light Novels, zu denen Harusono je die Illustrationen beisteuerte. Auf Deutsch erscheint bei Egmont Manga seit 2022 Sasaki & Miyano und seit 2024 Hirano & Kagiura.
Neben ihrer Arbeit an Sasaki & Miyano trug Harusono 2016 die Illustrationen zur Light Novel Hanasaki Kōkō Engekibu e Yōkoso! von Yūmi Kawai bei. Von 2020 bis 2023 erschien Harusonos Mangaserie Butai ni Sake! über einen Jungen, der mit Beginn der Oberschule ein neuer Mensch werden will dafür dem Theaterklub beitritt.

## Bibliografie (Auswahl)
- Sasaki & Miyano (佐々木と宮野, seit 2016, 10 Bände)
- Hanasaki Kōkō Engekibu e Yōkoso! (佐々木と宮野, 2016, 1 Band, Illustrationen für Yūmi Kawai)
- Hirano & Kagiura (平野と鍵浦, seit 2019, 4 Bände)
- Butai ni Sake! (舞台に咲け！, 2020–2023, 3 Bände)